# Фран Тудор
Фран Тудор (хорв. Fran Tudor, нар. 27 вересня 1995, Загреб) — хорватський футболіст, захисник, півзахисник польського клубу «Ракув».
Виступав, зокрема, за клуб «Хайдук» (Спліт), а також національну збірну Хорватії.
Володар Кубка Польщі. 

## Клубна кар'єра
Народився 27 вересня 1995 року в місті Загреб. Розпочав займатись футболом у школі нижчолігового клубу «Младост» (Бузин), де він грав на позиції нападника. У віці 10 років він був помічений скаутами «Динамо» (Загреб) і переїхав туди, але 2 роки по тому перейшов в академію «Загреб», де і провів більшу частину в своєї юнацької кар'єри. У 2014 році він переїхав в Грецію, ставши гравцем «Панатінаїкоса», де йому допомагав облаштуватись співвітчизник Данієль Праньїч.
Після року в Греції, Тудор повернувся в Хорватію, підписавши контракт на три з половиною роки з «Хайдуком» (Спліт). Спочатку грав за другу команди у Третій лізі, де тренер Маріо Осибов його на позоцію правого вінгера. 18 квітня 2015 року Тудор дебютував у першій команді у матчі проти «Рієки», в якому відразу відзначився голом, проте його команда поступилась 1:2. З сезону 2015/16 став основним гравцем сплітського клубу.
До складу клубу «Ракув» приєднався взимку 2020 року. Станом на 26 лютого 2021 року відіграв за команду з Ченстохови 35 матчів в національному чемпіонаті.

## Виступи за збірні
2013 року провів три матч у складі юнацької збірної Хорватії до 19 років.
Протягом 2015–2016 років залучався до складу молодіжної збірної Хорватії. На молодіжному рівні зіграв у 7 офіційних матчах.
2017 року дебютував в офіційних матчах у складі національної збірної Хорватії.
| Дата      | Місто      | Господарі | Результат | Гості    | Турнір           | Голи | Примітки |
| --------- | ---------- | --------- | --------- | -------- | ---------------- | ---- | -------- |
| 11-1-2017 | Наньнін    | Чилі      | 5 – 2     | Хорватія | товариський матч | -    | 57'      |
| 14-1-2017 | Наньнін    | КНР       | 5 – 4     | Хорватія | товариський матч | -    | 48' 68'  |
| 27-5-2017 | Братислава | Мексика   | 1 – 2     | Хорватія | товариський матч | 1    | 71'      |
| Усього    |            | Матчів    | 3         |          | Голів            | 1    |          |

## Особисте життя
Є далеким родичем бронзового призера чемпіонату світу Ігора Тудора. Вони обидва мають коріння з села Мілна на острові Хвар.

## Титули і досягнення
- Володар Кубка Польщі (2):

«Ракув»: 2020-21, 2021-22
- Володар Суперкубка Польщі (2):

«Ракув»: 2021, 2022
- Чемпіон Польщі (1):

«Ракув»: 2022-23